# Isoetes jejuensis
Isoetes jejuensis är en kärlväxtart som beskrevs av H.K.Choi, Ch.Kim och J.Jung. Isoetes jejuensis ingår i släktet braxengräs, och familjen Isoetaceae. Inga underarter finns listade i Catalogue of Life.